# Northrop X-21
Die Northrop X-21A war ein amerikanisches Experimentalflugzeug.
Mit ihr sollten Möglichkeiten untersucht werden, die Grenzschichtströmung an einer Tragfläche zu beeinflussen, um den Luftwiderstand zu verringern und somit die Reichweite zu erhöhen.
Die beiden Maschinen entstanden durch Umbauten aus Douglas WB-66D Wetterbeobachtungsflugzeugen (s/n 55-0408 und 55-0410). Die vorhandenen Strahltriebwerke vom Typ Allison J71 wurden gegen General Electric J79-GE-13 Triebwerke ausgetauscht und ans Heck verlegt, um die Luftströmung an den Tragflächen nicht zu beeinflussen.
Die neu konstruierten Tragflächen hatte eine gegenüber der B-66 vergrößerte Spannweite und Flügelfläche. Über die gesamte Spannweite waren winzige Rillen eingefräst, aus denen die Luft abgesaugt wurde, um den Umschlag von laminarer zu turbulenter Grenzschicht zu verzögern und dadurch den Widerstand zu verringern. Die Luftabsaugung erfolgte durch zwei Turbinen, die in Verkleidungen unter den Tragflächen untergebracht waren und mittels Zapfluft aus den J79 Triebwerken angetrieben wurden. Die abgesaugte Luft wurde aus Düsen an den Tragflächenspitzen ausgeblasen und erzeugte so zusätzlichen Schub.
Die Besatzung bestand aus einem Piloten und zwei Flugingenieuren. Zwei weitere Flugingenieure waren in einem Rumpfschacht unterhalb der Tragflächen untergebracht.
Der Erstflug fand am 18. April 1963 statt. Aufgrund der extremen Anfälligkeit der Rillen gegen Verschmutzung und Vereisung wurde das Projekt jedoch 1964 wieder eingestellt.
Beide X-21A werden auf der Edwards Air Force Base in Kalifornien aufbewahrt, wo sie in unrestauriertem Zustand besichtigt werden können.

## Technische Daten
| Kenngröße             | Daten                |
| --------------------- | -------------------- |
| Besatzung             | 5                    |
| Länge                 | 23,0 m               |
| Spannweite            | 28,5 m               |
| max. Startmasse       | 37.700 kg            |
| Höchstgeschwindigkeit | 900 km/h             |
| Triebwerke            | General Electric J79 |